# Anna Nicole (opera)
Anna Nicole är en opera i två akter komponerad av den engelske tonsättaren Mark-Anthony Turnage till ett libretto av Richard Thomas. Operan handlar om Anna Nicole Smith som var en glamourmodell som  bland annat var på omslaget till Playboy 1992 och gifte sig med den då 89-årige multimiljardären J. Howard Marshall 1994. Anna Nicole Smith avled 2007 av en överdos läkemedel.

## Historia

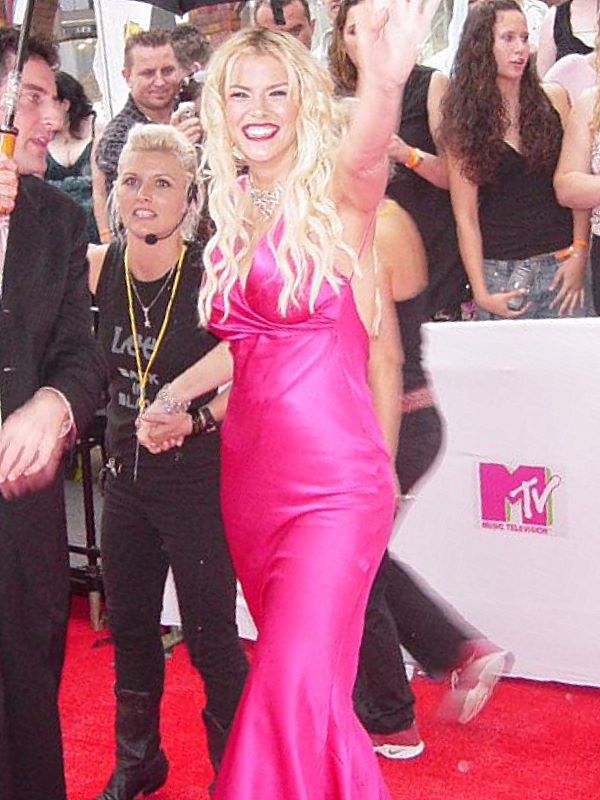
Anna Nicole Smith

Kompositören Mark-Anthony Turnage tyckte att Anna Nicoles tragiska liv var som en modern opera och eftersom han hade fått en operabeställning från Royal Opera House i London beslöt han sig för att tillsammans med librettisten Richard Thomas skapa en opera över ämnet. Thomas hade redan 2003 skrivit ett liknande verk, musikalen Jerry Springer: The Opera, som handlade om Jerry Springer och hans talkshow, The Jerry Springer Show, och var därmed van vid att skriva en skruvad dialog om mediavärlden och dess vulgära kultur. Turnage använde sig ofta av jazzinfluenser i sina verk och till Anna Nicole engagerade han den legendariske jazztrumslagare Peter Erskine tillsammans med gitarristen John Parricelli och basisten John Paul Jones från rockgruppen Led Zeppelin. Musikerna var en del av orkestern och förekom även på scen som en del i operans handling i början av akt II, då de framträder på ett party.
Operan uruppförde på Royal Opera House i London 17 februari 2011 med Antonio Pappano som dirigent.

## Personer
- Anna Nicole (sopran)
- Virgie, hennes mor (mezzosopran)
- Daddy Hogan, hennes far (bas)
- Billy, hennes första make (baryton)
- J. Howard Marshall, hennes andra make (tenor)
- Kay, hennes faster (mezzosopran)
- Shelley, hennes kusin (mezzosopran
- Stern, hennes advokat (basbaryton)
- Den unge Daniel, hennes son (stum roll)
- Daniel som tonåring (baryton)
- Larry King, TV-journalist (tenor)
- Blossom (mezzosopran)
- Doctor Yes (tenor)
- Borgmästaren i Mexia (tenor)
- Vice borgmästare i Mexia (Roy Fiction) (baryton)
- Lastbilschauffören (tenor)
- Dominic Gent (tenor)
- Stamgästen (baryton)
- Runner (baryton)
- Meat Rack Quartet (sopran, sopran, mezzosopran, mezzosopran)
- Marshalls familj (mezzosopran, mezzosopran, baryton, bas)
- Fyra Lap dancers (sopran, sopran, mezzosopran, mezzosopran)

## Handling

### Akt I
Anna Nicole vantrivs i den lilla byhålan Mexia i Texas. Hon vill komma upp sig i livet men känner sig fastlåst som ensamstående mor med sonen Daniel. Hennes mor Virgie föraktar dotterns tragiska tillvaro och känner endast sympati för den lille Daniel. Även Anna älskar Daniel. Anna åker till Houston för att skaffa jobb. Men utsikterna ser dåliga ut då hon endast erbjuds lågavlönade och slitsamma servitrisjobb. Anna bestämmer sig för att ta anställning på en stripteasebar. Efter att ha uppsökt en plastikkirurg och förstorat sina bröst ökar inkomsterna avsevärt. Enda nackdelen är att hon för resten av livet får stå ut med kroniska ryggsmärtor. På baren blir hon bekant med oljemiljardären J. Howard Marshall II. Han blir besatt av henne och hon får allt vad hon begär. De gifter sig. Virgie blir rasande när hon hör vad som har hänt, men ingen lyssnar på henne. 

### Akt II
Marshall och Anna är lyckliga tillsammans, och Anna förklarar hur skönt det känns att vara berömd och gå på röda mattan. Under en vild fest kollapsar Marshall och dör. Virgie påminner Anna om att Marshall aldrig skrev in Anna i sitt testamente. Hans familj vägrar att ge henne ett öre av alla miljarderna. Tillsammans med advokaten Stern stämmer Anna familjen Marshall.
Tio år passerar. Anna har gått upp i vikt. Hon är nu beroende av smärtstillande medicin. Hon skriker till Stern om mer droger. Han försöker gömma dem för henne men hon hittar dem alltid. Larry King intervjuar Anna och Stern. De berättar att rättegången mot familjen Marshall har pågått i flera år utan resultat. Anna förklarar att hon är drogfri och tänker göra comeback. Stern berättar för pressen om deras planer. Anna berättar för Stern att hon är gravid. Hon fortsätter att hetsäta. I ren desperation lyckas Stern sälja Annas förlossning som Pay-per-view. Tre dagar efter förlossningen kommer sonen Daniel till sjukhuset. Han är dödssjuk och dör i hennes armar. Anna blir galen av sorg. Stern förevigar det hela med sin kamera. Anna förlorar lusten att leva. Hon kryper ner i en liksäck och med en sista slängkyss drar hon upp blixtlåset.